# Paul Gordan
Paul Gordan, född 27 april 1837, död 21 december 1912, var en tysk matematiker.
Gordan blev professor i Erlangen 1874. Han talrika undersökningar, därav många under samarbete med andra forskare, rör huvudsakligen invariantteori. Inom denna teori har Gordan bevisat den viktiga satsen, att antalet av varandra oberoende invarianter av en binär form är ändligt.